# جايسون برينان
جايسون برينان (بالإنجليزية: Jason Brennan)‏ هو فيلسوف أمريكي، ولد في 1979 في الولايات المتحدة.

## وصلات خارجية
- الموقع الرسمي